# Upłazkowy Kopiniak

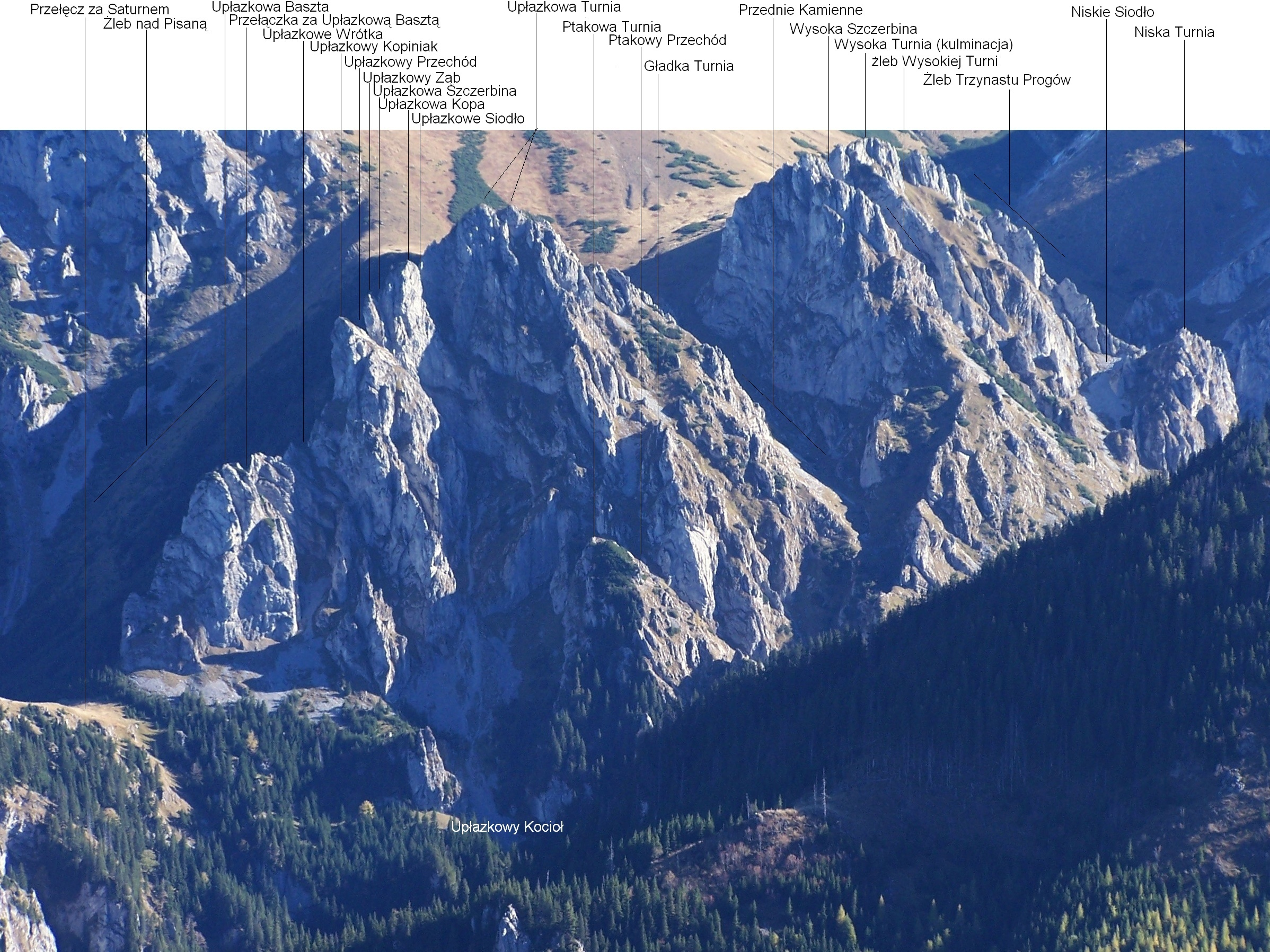
Opisane obiekty Upłazkowej Turni i Wysokiej Turni

Upłazkowy Kopiniak (ok. 1570 m) – turnia w środkowej części Upłazkowej Grani w polskich Tatrach Zachodnich. Jej północna ściana o wysokości około 40 m opada do Pisaniarskiego Żlebu, ściana południowa natomiast do Upłazkowego Kotła w Wąwozie Kraków. Południowa ściana ma wysokość około 120 m i jest to najwyższa ściana w całym masywie Upłazkowej Turni. Obydwie nie zostały jeszcze przez taterników zdobyte. Natomiast z Upłazkowego Przechodu (ok. 1560 m) można wyjść na Upłazkowy Kopiniak bez trudności.